# اتصال‌دهنده‌ها

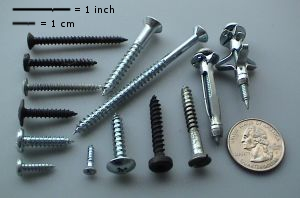
پپچ‌های اتصال رایج

اتصال دهنده‌ها یا بَست‌ها (به انگلیسی: Fastener) ابزارهایی سخت‌افزاری هستند که دو یا چند جزء را به صورت مکانیکی به هم چسبانده یا نگه می‌دارد.
از پیچ‌های اتصال می‌توان در بستن گنجانه‌ها مانند کیسه، جعبه یا پاکت استفاده کرد یا همچنین برای متصل کردن یک قطعهٔ محرک مانند وصل کردن در به یک ظرف به کار برد. از اتصال دهنده‌ها معمولاً برای ایجاد اتصال غیر دائمی استفاده می‌شود و علاوه بر این برای بست قطعاتی مانند گیره نیز برای بستن اجزا مورد استفاده قرار می‌گیرند. پیچ‌های اتصال به دلیل ساده بودن در باز و بسته شدن محدود اغلب برای این‌گونه اهداف استفاده می‌شوند.
در برخی اتصالات چوب کاری علاوه بر پیچ‌های اتصال از زبانه‌های چوبی یا اتصالات بیسکوییتی استفاده می‌شود که به نوعی می‌توان آن‌ها را در دسته‌بندی پیچ‌های اتصال قرار داد اگرچه این نوع اتصالات کاربرد عمومی ندارند.
مبلمان‌های قابل مونتاژ در بسته‌های خود شامل زبانه‌های چوبی هستند که به وسیلهٔ قفل‌های بادامکی در کنار هم قفل می‌شوند. این قطعات با نام پیچ‌های اتصال سازگار شناخته می‌شوند.
لوازمی هم چون طناب، رشته، سیم (برای مثال سیم فلزی که گاهی با پلاستیک پوشیده شده یا چند سیم فلزی که به‌طور موازی در هم تنیده شده و با رشته فلزی کنار هم نگه داشته شده)، کابل، زنجیر، ورق پلاستیکی ممکن در مواردی به صورت مکانیکی برای کنار هم نگه داشتن اجزا به کار روند اما به عنوان پیچ اتصال محسوب نمی‌شوند چرا که به غیر از کار مذکور استفاده‌های رایج دیگری نیز دارند. به هم‌چنین لولاها و فنرها نیز موجب وصل کردن اجزا می‌شوند اما به‌طور معمول به عنوان پیچ اتصال به حساب نمی‌آیند زیرا وظیفهٔ اصلی آن‌ها ایجاد حرکت مفصلی است و نه ثابت کردن اجزا.
سایر روش‌های جایگزین برای کنار هم نگه داشتن اجزا عبارتند از: تغییر شکل اجزا برای وصل کردن، جوشکاری، لحیم کاری، بیهود کاری، استفاده از چسب‌های نواری یا مایع، سیمان‌کاری یا استفاده از سایر مواد چسبنده. نیروی مورد نیاز برای انجام این اعمال می‌تواند از طریق نیروی مغناطیسی، خلا (با استفاده از پمپ مکش) یا اصطکاک ایجاد شود.

## صنعت
در سال ۲۰۰۵ برآورد شد که در ایالات متحده آمریکا انواع بست‌ها در ۳۵۰ واحد صنعتی که بالغ بر ۴۰۰۰۰ شاغل در آن‌ها کار می‌کنند؛ مورد استفاده قرار گرفت. صنعت تولید پیچ اتصال به شدت به صنایع خودروسازی، صنایع هوایی، لوازم‌خانگی، تجهیزات کشاورزی، ساخت و ساز تجاری و توسعه زیرساخت وابسته است. در ایالات متحده بیش از ۲۰۰ میلیارد بست در سال مورد استفاده قرار می‌گیرد ۲۶ میلیارد از آن در صنعت خودروسازی مصرف می‌شود. بزرگ‌ترین تولیدکننده بست‌ها در آمریکای شمالی شرکت فستنال است.